# Paronychora
Paronychora là một chi bướm đêm thuộc họ Geometridae.